# Simone Kupfner
Simone Kupfner (ur. 1 lutego 1996 w Kufstein) – austriacka biathlonistka, uczestniczka Mistrzostw Świata w Kontiolahti, medalistka Mistrzostw Świata Juniorów w sztafecie.
Po raz pierwszy na arenie międzynarodowej pojawiła się w 2015 roku, kiedy wystąpiła w sztafecie w Pucharze Świata w Oberhofie. Drużyna Austrii zajęła tam 10. miejsce.

## Osiągnięcia

### Mistrzostwa świata
| Rok  | Miejscowość | Konkurencje | Konkurencje | Konkurencje | Konkurencje | Konkurencje | Konkurencje | Konkurencje |
| Rok  | Miejscowość | IN          | SP          | PU          | MS          | RL          | MR          | SR          |
| ---- | ----------- | ----------- | ----------- | ----------- | ----------- | ----------- | ----------- | ----------- |
| 2015 | Kontiolahti | nd.         | nd.         | nd.         | nd.         | 10.         | nd.         | –           |

### Mistrzostwa świata juniorów
| Rok  | Miejscowość      | Konkurencje | Konkurencje | Konkurencje | Konkurencje | Konkurencje | Konkurencje | Konkurencje |
| Rok  | Miejscowość      | IN          | SP          | PU          | MS          | RL          | MR          | SR          |
| ---- | ---------------- | ----------- | ----------- | ----------- | ----------- | ----------- | ----------- | ----------- |
| 2016 | Cheile Grădiştei | 11.         | 43.         | 37.         | nd.         | 3.          | nd.         | –           |
| 2017 | Osrblie          | 39.         | 4.          | 14.         | nd.         | 4.          | nd.         | –           |

### Puchar Świata

#### Miejsca w klasyfikacji generalnej
| Sezon     | Miejsce |
| --------- | ------- |
| 2015/2016 | -       |
| 2016/2017 | -       |
| 2017/2018 | -       |
| 2018/2019 |         |